# Kawasaki ZX-6
La Kawasaki ZX-6 (chiamata inizialmente anche ZZR 600 in alcuni paesi o ZZ-R 600) è una motocicletta stradale prodotta dalla casa motociclistica giapponese Kawasaki dal 1990 al 2008.

## Descrizione e tecnica
Ad alimentare la moto c'è un motore a quattro cilindri in linea a quattro tempi dalla cilindrata di 599 cm³ raffreddato a liquido dotato di carburatori. 

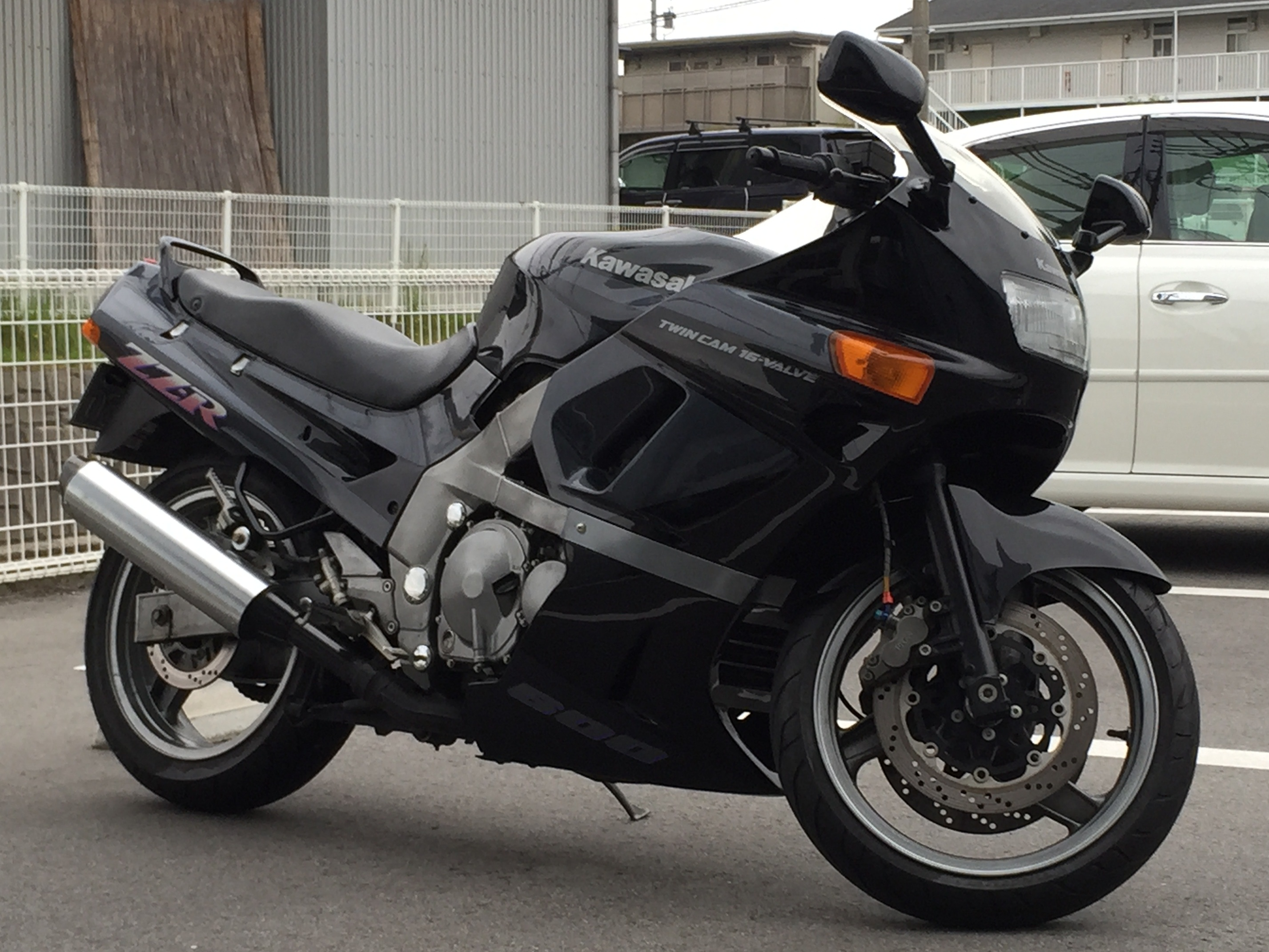
Prima serie "D"

La testata ha la distribuzione con doppio albero a camme in testa DOHC a 16 valvole, con quattro valvole per cilindro azionate con dei bilancieri a forcella. Alesaggio e corsa misurano rispettivamente 64 e 46,6 mm (il motore è progettato per essere un corsa corta). La frizione si aziona meccanicamente tramite cavo, mentre la potenza viene trasmessa attraverso un cambio a sei marce.

## Storia
La prima serie (denominata "D"), che va dal 1990 al 1992, aveva una linea molto simile al modello 1100, ma la sella era più scavata, il serbatoio più piccolo, e una modanatura orizzontale in plastica grigia copriva parte del telaio replicandone l'aspetto e dividendo la parte bassa della carenatura da quella superiore (in ciò era simile alla precedente GPZ). Fu la prima 600 prodotta in grande serie con telaio in alluminio, nonché la prima a sfiorare il tetto dei 100 CV all'albero. L'impostazione generale della moto rimaneva la stessa della sorella maggiore.

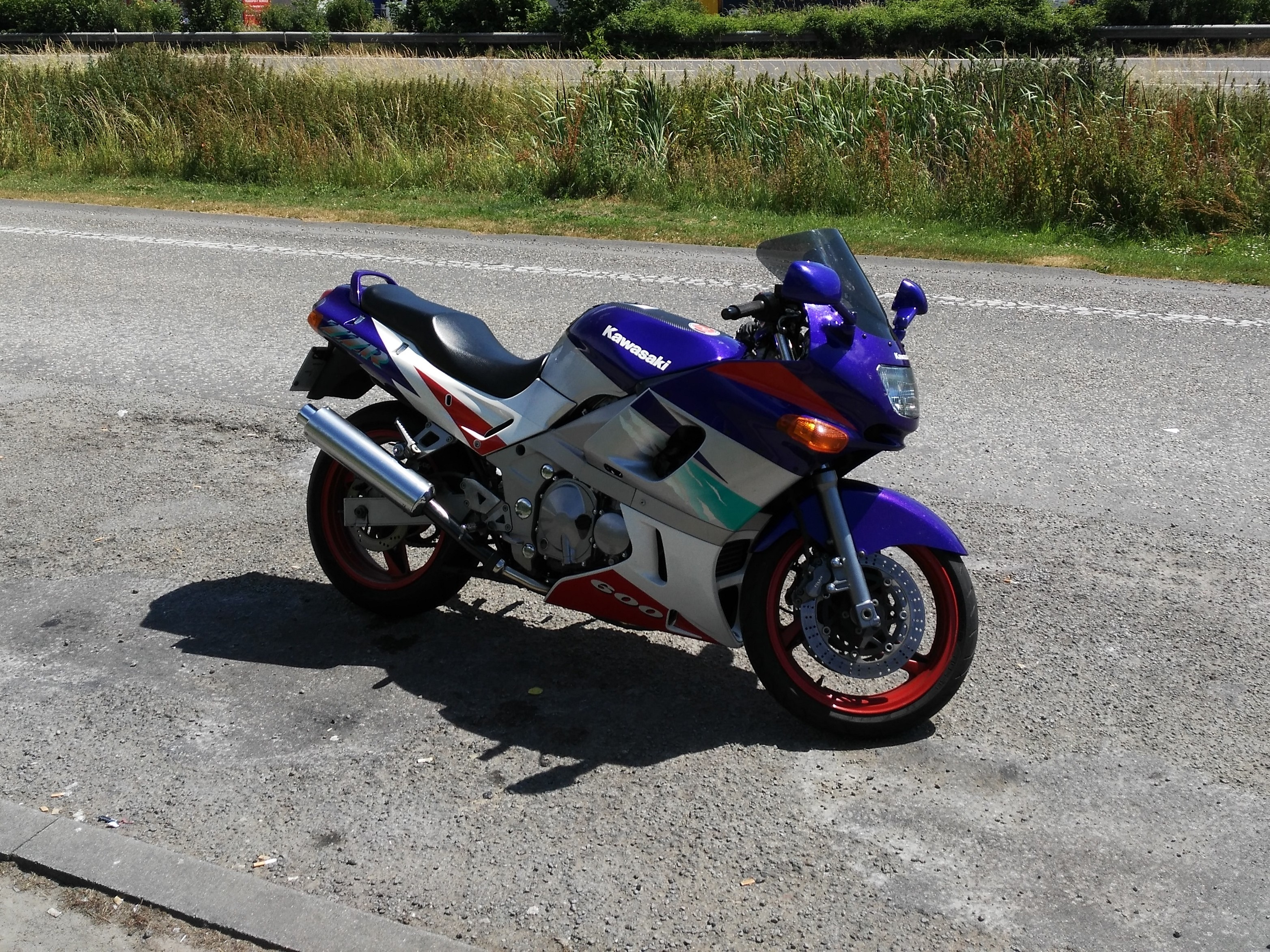
Seconda serie "E"

La moto venne pesantemente aggiornata nel 1993 con valvole e condotti di aspirazione-scarico alleggeriti e maggiorati, con pistoni più leggeri e rapporto di compressione portato da 11,5 a 12. Il telaio in due parti (telaio in alluminio e sottotelaio in acciaio) venne modificato con un telaio interamente in alluminio in un unico pezzo. Il telaio pertanto era completamente diverso dalla prima serie per metodo di costruzione, con travi più smussate, pur riprendendone le quote e la struttura generale. Questa versione definitiva seconda serie (denominata "E"), prodotta dal 1993 al 2004 era caratterizzata da un profondo restyling estetico che coinvolgeva principalmente il disegno del cupolino e del codone, viene inoltre introdotto il sistema Twin Ram Air per ottimizzare l'afflusso di aria nei carburatori alle alte velocità. Nel 2000 il motore venne tarato diversamente, per avere una risposta migliore ai bassi regimi, perdendo però potenza agli alti regimi.

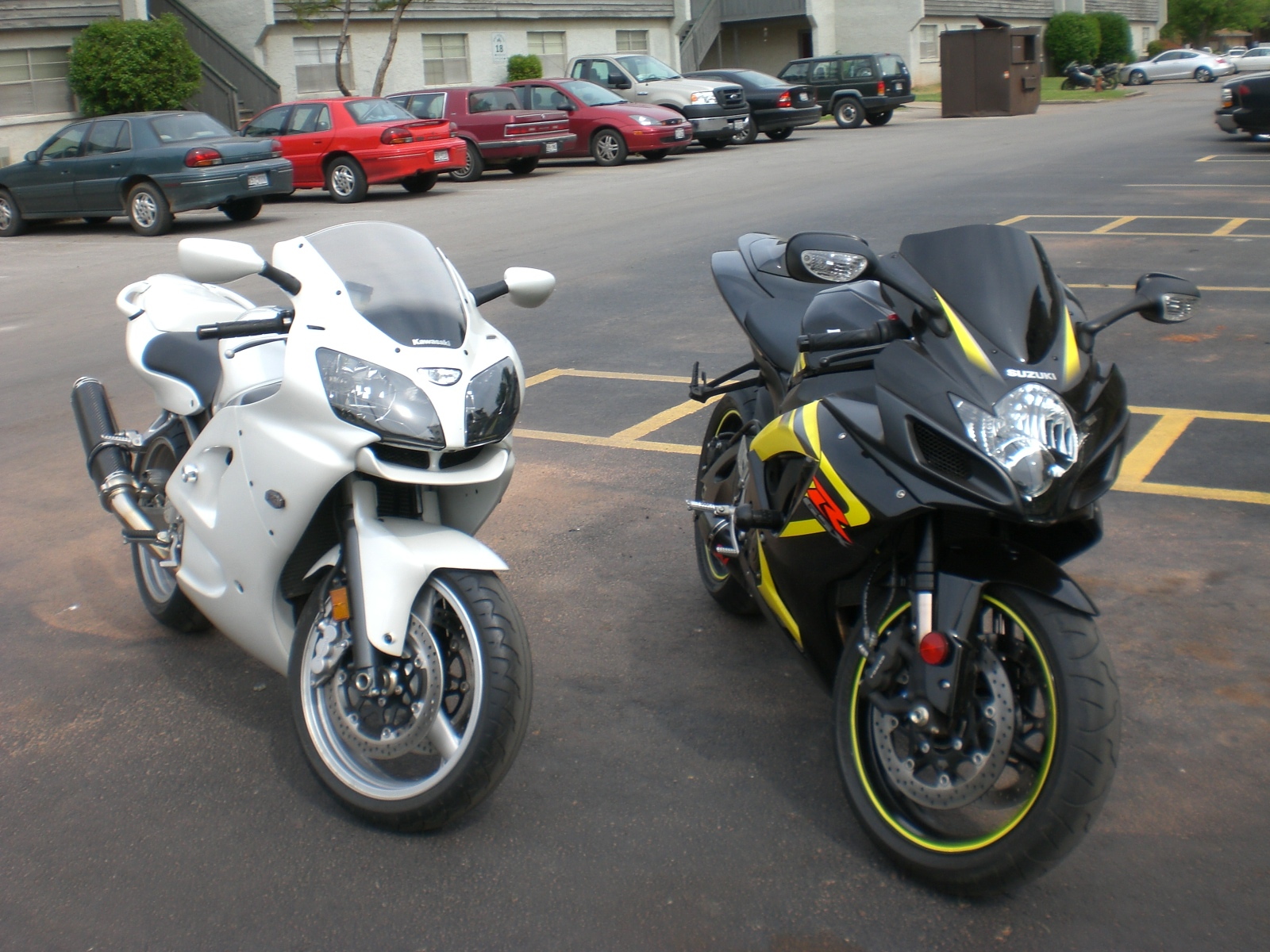
Da sinistra, una ZX-6J terza serie e a destra Suzuki GSXR-750

Per la terza serie (denominata "J"), prodotta dal 2005 fino al 2008, venne adoperata una carenatura che ricordava molto quella della Kawasaki ZX-12R, la pinza del freno anteriore passava da 4 a 6 pistoncini, la sella non era più in un unico pezzo bensì divisa per pilota e passeggero, le frecce non erano più integrate ma separate e venne rivisto completamente il telaio, ripreso dalla precedente ZX-6R del 2002 ma con l'aggiunta di sospensioni e manubrio dall'impostazione più turistica. Di conseguenza vengono adottate forcelle a steli rovesciati con un diametro maggiorato, così come vengono maggiorati anche gli pneumatici.

## Attività sportiva
Della moto ne è stata realizzata anche una versione da competizione, utilizzata nel campionato AMA Supersport Championship.